# Dimorphanthera cratericola
Dimorphanthera cratericola är en ljungväxtart som beskrevs av P.F.Stevens. Dimorphanthera cratericola ingår i släktet Dimorphanthera och familjen ljungväxter. Inga underarter finns listade i Catalogue of Life.